# Juan Cagnotti
Juan Cagnotti (nacido el 7 de marzo de 1911 en la provincia de Córdoba) fue un futbolista argentino. Se desempeñó como delantero en las décadas de 1930 y 1940.

## Carrera
Luego de iniciarse en el club Sociedad Sportiva de Devoto en la provincia de Córdoba, Cagnotti llegó a Rosario Central en 1933, con el cuadro auriazul aún jugando en los torneos de la Asociación Rosarina de Fútbol.

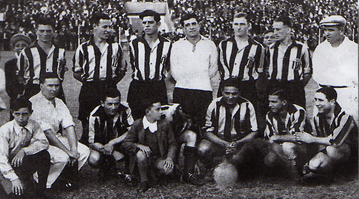
Rosario Central en 1933. Hincados se encuentran los delanteros: Juan Cagnotti, Julio Gómez, Sebastián Guzmán, Cayetano Potro, Enrique García.

En el Canalla formó parte de la famosa delantera que completaban Guzmán, el "Chueco" García, Julio Gómez y Potro, ocupando el ala derecha del ataque. En la institución de Arroyito disputó 75 partidos y marcó 20 goles. Obtuvo un título: el Torneo Preparación 1936.
Luego continuó su carrera en Independiente, coronándose subcampeón del Campeonato de Primera División 1937, y en Newell's Old Boys en 1938.

## Clubes
| Club                     | País      | Año       |
| ------------------------ | --------- | --------- |
| Sociedad Sportiva Devoto | Argentina | 1932      |
| Rosario Central          | Argentina | 1933-1936 |
| Independiente            | Argentina | 1937      |
| Newell's Old Boys        | Argentina | 1938      |

## Palmarés
| Equipo          | País      | Título             | Año  |
| --------------- | --------- | ------------------ | ---- |
| Rosario Central | Argentina | Torneo Preparación | 1936 |